# الربيع البكر (فلم)
الربيع البكر  (بالإنجليزية: The Virgin Spring) هو فيلم جريمة تم إنتاجه في السويد وصدر في سنة 1960. الفيلم من إخراج إنغمار برغمان.

## بطولة
- ماكس فون سيدو

## الميزانية والإيرادات
حقق أرباحا تقدر بـ 700,000 (A) دولار.

### ترشيحات وجوائز
| السنة | الحدث  | الفئة           | النتيجة  |
| ----- | ------ | --------------- | -------- |
|       | أوسكار | أفضل فيلم أجنبي | فـــــوز |

## وصلات خارجية
- مقالات تستعمل روابط فنية بلا صلة مع ويكي بيانات

1. ↑  "The Virgin Spring". The Criterion Collection. مؤرشف من الأصل في 2019-03-29. اطلع عليه بتاريخ 2016-11-04.
2. ↑  Crowther، Bosley (15 نوفمبر 1960). "The Screen; Ingmar Bergman's Study in Brutality:'The Virgin Spring' in Premiere at Beekman Von Sydow Starred in Ulla Isaksson Script". The New York Times. مؤرشف من الأصل في 2016-07-17. اطلع عليه بتاريخ 2016-05-27. {{استشهاد ويب}}: استعمال الخط المائل أو الغليظ غير مسموح: |ناشر= (مساعدة)
3. ↑  [https://www.goldenglobes.com/film/virgin-spring |title=Virgin Spring, The |accessdate=4 November 2016|work=جائزة الغولدن غلوب}} نسخة محفوظة 05 نوفمبر 2016 على موقع واي باك مشين.